# Kościół św. Michała Archanioła w Brześciu Kujawskim
Kościół świętego Michała Archanioła – rzymskokatolicki kościół filialny należący do parafii św. Stanisława BM w Brześciu Kujawskim.

## Historia
Świątynia została ufundowana według Jana Długosza, w 1264 roku. przez księcia Kazimierza Konradowica dla zakonu Dominikanów. Była ona wielokrotnie niszczona i odbudowywana. Obecna  gotycka świątynia została wzniesiona w drugiej połowie XIV wieku. Jego prezbiterium ufundował Zbylut z Gołańczy, biskup włocławski w latach 1364–1383. Zniszczony w czasie Potopu szwedzkiego. Zakonnicy opuścili klasztor po kasacie w 1863 roku. Kościół spłonął w 1922 roku. Odbudowano go w latach 1928-1930 jednak z powodu braku środków finansowych prace wykonano w uproszczonej formie, skracając i obniżając nawę, zmieniając barokowy szczyt i usuwając sygnaturkę.

## Architektura
Kościół posiada liczne elementy neobarokowe, dodane po pożarze z 1922 roku podczas odbudowy w latach 1928-1930 wg proj. Adolfa Buraczewskiego. Korpus świątyni jest trzynawowy, bazylikowy. Kościół posiadał pierwotnie trzy przęsła, obecnie po odbudowie tylko dwa. Od strony południowej (od miasta) znajduje się czworoboczna kaplica pochodząca z XVII wieku. Północne i południowe elewacje naw bocznych posiadają odsłonięty wątek ceglany o układzie gotyckim, natomiast w zachodnim przęśle naw południowych znajduje się gotycki portal pochodzący z drugiej połowy XIV wieku.  

## Wnętrze
W ołtarzu głównym jest umieszczony manierystyczny obraz Matki Bożej Różańcowej (zapewne z 4 ćwierci XVI lub z I połowy XVII wieku), z licznymi wotami.

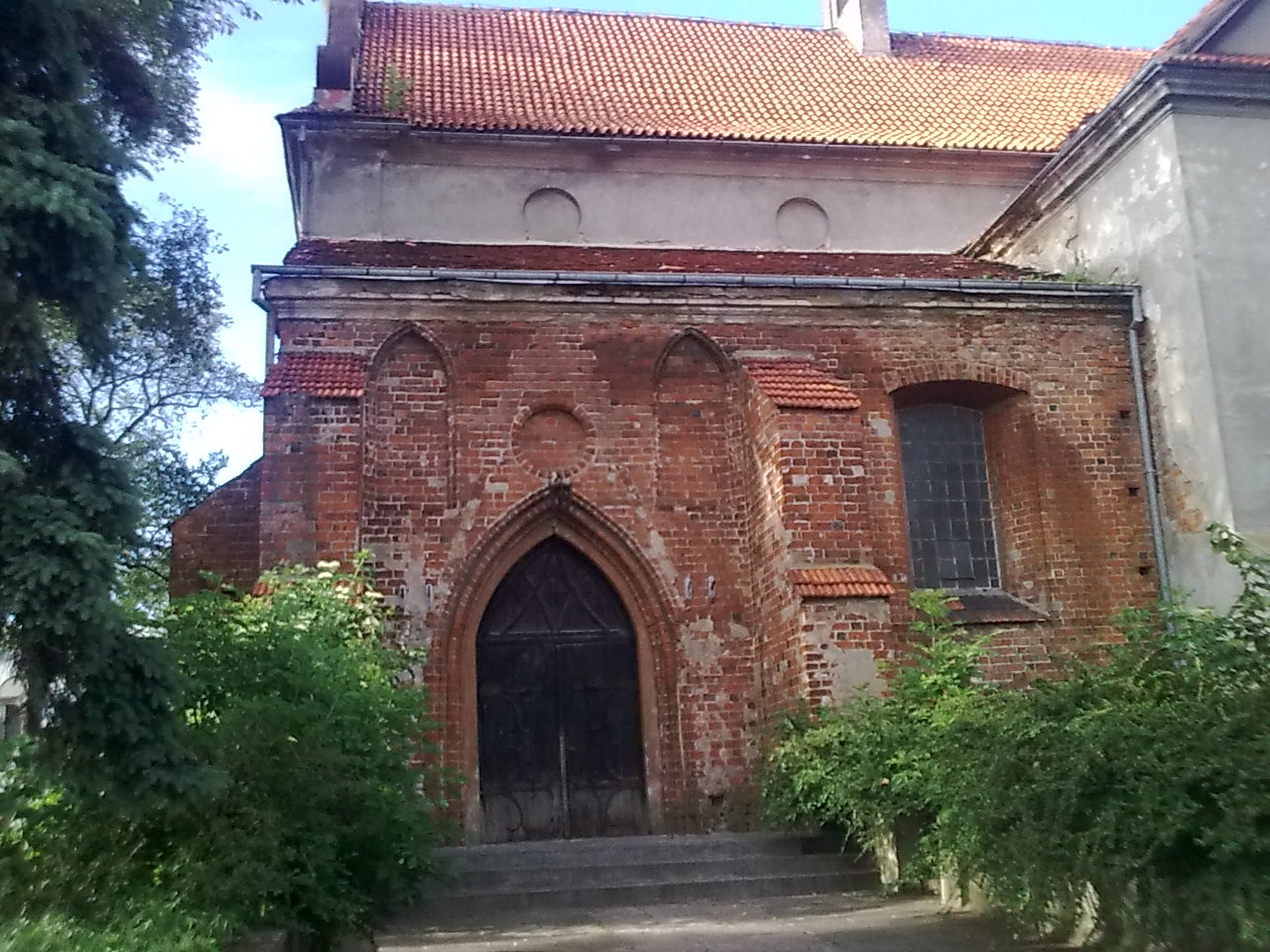
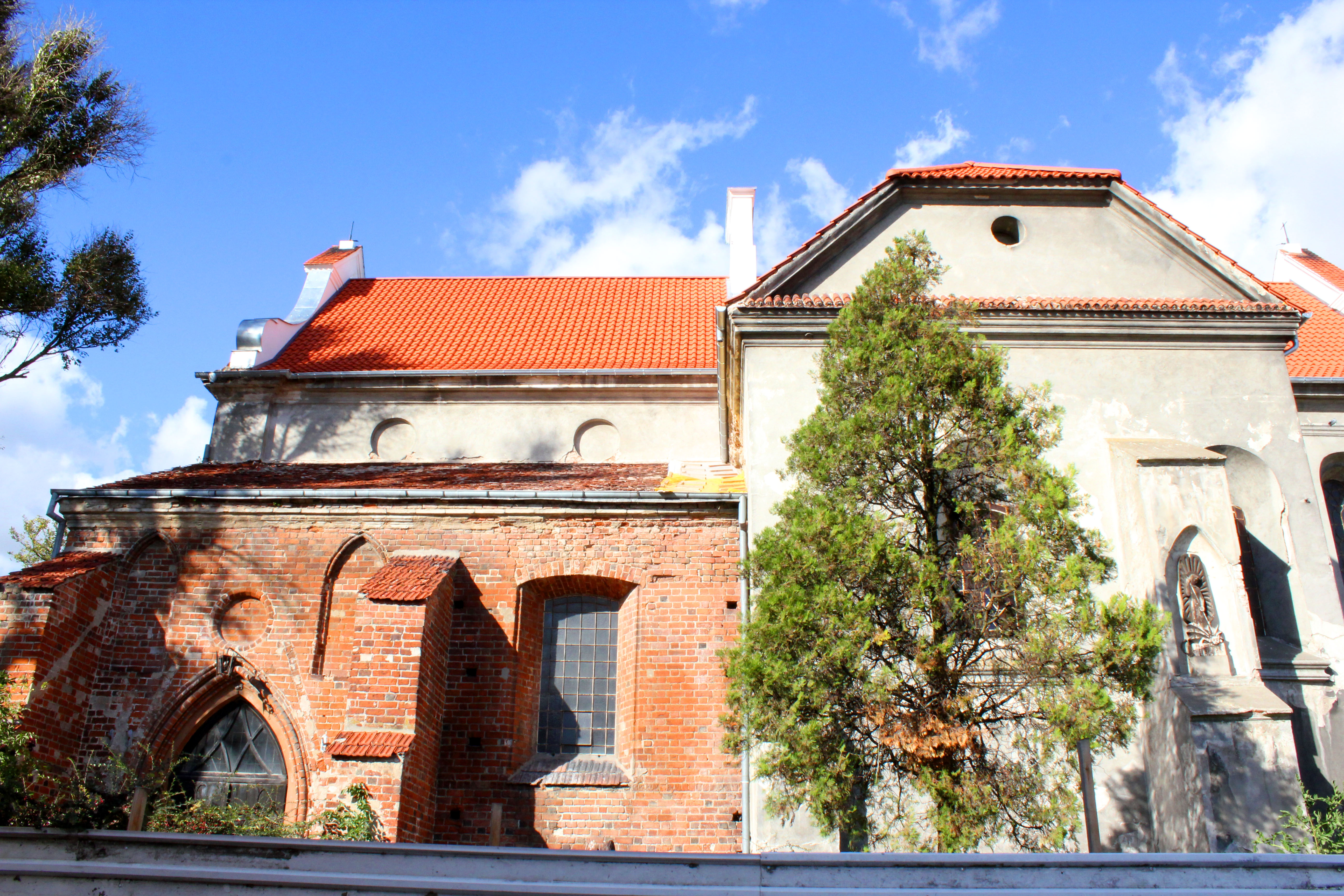